# Vụ Madeleine McCann mất tích

Hình Madeleine McCann do bố mẹ bé cung cấp

Madeleine McCann là một cô bé 3 tuổi người Anh bị mất tích ở Bồ Đào Nha.
Madeleine McCann mất tích ngay sau ngày sinh nhật lần thứ tư của bé, vào đêm thứ 3, ngày 3 tháng 5 năm 2007. Cô bé người Anh đang kỳ nghỉ với bố mẹ và chị em ruột ở khu nghỉ mát Praia da Luz ở Algarve, Bồ Đào Nha và đã biến mất khỏi một căn phòng, trong một khu trung tâm của khu nghỉ mát mà họ đang lưu trú. Bố mẹ Madeleine cho rằng họ đã để con mình chơi với hai bé sinh đôi hai tuổi, em ruột của bé ở phòng ngủ tầng trệt khi bố mẹ của bé ăn tại nhà hàng cách đó khoảng 120 m.
Điều tra ban đầu của Guarda Nacional Republicana (cảnh sát Bồ Đào Nha), là đội cảnh sát đã được gọi điện đầu tiên đến hiện trường, đã kết luận rằng bé đã bị bắt cóc. Sau khi điều tra thêm, Polícia Judiciária (cảnh sát điều tra tội phạm Bồ Đào Nha) đã tuyên bố rằng có một giả thuyết chắc chắn rằng cô bé có thể đã chết. Trong quá trình điều tra, có một số cảnh người ta nhìn thấy Madeleine không được xác nhận ở Bồ Đào Nha và những nơi khác và bằng chứng khoa học bổ sung đã được thu thập. Tuy nhiên, cảnh sát điều tra vụ mất tích này thú nhận rằng cuộc điều tra chẳng hề tìm ra manh mối một chút nào.
Cuộc điều tra này đã được cả cảnh sát Anh và Bồ Đào Nha thực hiện và mỗi bên đã thể hiện nhiều biện pháp nghiệp vụ khác nhau, với những khía cạnh và mức độ thông tin đưa ra cho công chúng và tư cách pháp lý của những bên liên quan vụ này.
Vụ mất tích này nổi tiếng vì sự có mặt liên tục của nó trong thời gian dài và mức độ phổ biến cao trên các phương tiện truyền thông nhờ có sự tham gia tích cực của cha mẹ cô bé, vì sự công bố rộng rãi các thông tin xung quanh vụ việc, và vì các chiến dịch kêu gọi giúp đỡ của một số người nổi tiếng trên thế giới.

## Thân thế
Bố mẹ bé, Kate và Gerry McCann đều là bác sĩ.

## Diễn tiến sự kiện mất tích
Vào đầu tháng 5 năm 2007 bố mẹ bé Madeleine McCann đã đi ăn tối tại một quán ăn cách căn hộ có bé cùng hai người em sinh đôi chừng khoảng 100m tại thị trấn Praia da Luz thuộc vùng Algarve của Bồ Đào Nha và sau đó họ cho rằng bé Madeleine McCann đã biến mất.
Có thể Kate và Gerry McCann đã sơ suất khi để cả ba con nhỏ dưới 11 tuổi ở nhà một mình và họ đã vi phạm pháp luật nước Anh.
Mẹ của bé đã lên truyền hình Bồ Đào Nha cầu xin kẻ bắt cóc tha cho bé.

## Dư luận quan tâm
Đã có nhiều dư luận quan tâm, đã có nhiều người giúp đỡ, đã có nhiều giải thưởng, trang web lập ra nhằm giúp việc tìm kiếm bé.